# Masters de Canadá 1984
El Abierto de Canadá 1984 (también conocido como 1984 Player's Canadian Open por razones de patrocinio) fue un torneo de tenis jugado sobre pista dura. Fue la edición número 95 de este torneo. El torneo masculino formó parte del circuito ATP. La versión masculina se celebró entre el 13 de agosto y el 19 de agosto de 1984.

## Campeones

### Individuales masculinos
John McEnroe vence a  Vitas Gerulaitis, 6–0, 6–3.

### Dobles masculinos
Peter Fleming /  John McEnroe vencen a  John Fitzgerald /  Kim Warwick, 6–4, 6–2.

### Individuales femeninos
Chris Evert-Lloyd vence a  Alycia Moulton, 6–2, 7–6.

### Dobles femeninos
Kathy Jordan /  Elizabeth Sayers vencen a  Claudia Kohde-Kilsch /  Hana Mandlíková, 6–1, 6–2.